# Sandgate
Sandgate és una població dels Estats Units a l'estat de Vermont. Segons el cens del 2000 tenia 353 habitants.

## Demografia
Segons el cens del 2000, Sandgate tenia 353 habitants, 149 habitatges, i 98 famílies. La densitat de població era de 3,2 habitants per km².
Dels 149 habitatges en un 23,5% hi vivien nens de menys de 18 anys, en un 55,7% hi vivien parelles casades, en un 6,7% dones solteres, i en un 34,2% no eren unitats familiars. En el 26,8% dels habitatges hi vivien persones soles el 8,1% de les quals corresponia a persones de 65 anys o més que vivien soles. El nombre mitjà de persones vivint en cada habitatge era de 2,37 i el nombre mitjà de persones que vivien en cada família era de 2,83.
Per edats la població es repartia de la següent manera: un 21,5% tenia menys de 18 anys, un 3,7% entre 18 i 24, un 23,2% entre 25 i 44, un 34,3% de 45 a 60 i un 17,3% 65 anys o més.
L'edat mediana era de 46 anys. Per cada 100 dones de 18 o més anys hi havia 121,6 homes.
La renda mediana per habitatge era de 41.250 $ i la renda mediana per família de 46.944 $. Els homes tenien una renda mediana de 31.042 $ mentre que les dones 24.191 $. La renda per capita de la població era de 22.096 $. Entorn del 4,7% de les famílies i el 12,7% de la població estaven per davall del llindar de pobresa.